# Елейдер Альварес
Елейдер Альварес (ісп. Eleyder Alvarez; 8 квітня 1984, Апартадо, Колумбія) — колумбійський професійний боксер, що виступає в напівважкій вазі, чемпіон світу за версією WBO (2018—2019).

## Любительська кар'єра
Найвищим досягнення Альвареса на любительському ринзі є перемога на Панамериканських іграх 2007 року, де він переміг Хуліо Кастільйо та Юсіеля Наполеса. Цього ж року на чемпіонаті світу в першому ж бою зазнав поразки від чемпіона Африки Рамадана Яссера.
На першому кваліфікаційному турнірі, на Олімпійські ігри 2008 року, зазнав поразки від Хуліо Сезара Ла Круз, а на другому переміг усіх суперників та здобув ліцензію на змагання.
Олімпійський турнір боксер розпочав з другого раунду. Його поєдинок проти Тоні Джеффріса закінчився з рахунком 5-5, однак судді віддали перевагу британському боксеру, який згодом став бронзовим призером цих змагань.

## Професійна кар'єра
25 жовтня 2014 року Альварес виграв титул WBC Silver в напівважкій вазі. 28 листопада 2015 року в бою за статус обов'язкового претендента на титул чемпіона світу WBC Альварес переміг за очками малавійця Айзека Чилембу, однак не поспішав робити виклик чемпіону.
24 лютого 2017 року Альварес переміг румуна Лучіана Буте, нокаутувавши в 5 раунді, після чого мав провести поєдинок з чемпіоном WBC Адонісом Стівенсоном. Але, отримавши від Стівенсона фінансову компенсацію, Альварес в березні того ж року повідомив листом Світову боксерську раду, що згоден зачекати, щоб чемпіон мав змогу провести добровільний захист титулу.

### Альварес проти Ковальова I
У 2018 році Альварес вже четвертий рік перебував у статусі офіційного претендента на пояс WBC, який належав Адонісу Стівенсону. Однак 18 квітня було оголошено, що боксер зустрінеться з чемпіоном за версією WBO Сергієм Ковальовим. Сам росіянин влітку мав захищати свій пояс проти Маркуса Брауна, однак його було заарештовано за сімейне насильство, що змусило команду Ковальова шукати нового суперника.
Бій відбувся 4 серпня в Атлантик-Сіті, а на арені було присутньо 5,642 глядача. Перемогу технічним нокаутом у 7 раунді одержав колумбійський боксер. До того як бій було зупинено, Ковальов у 7 раунді тричі побував у нокдауні. Після 6 раундів на карточках суддів лідирував чемпіон з Росії 59-55, 59-55, 58-56. Після бою Альварес пояснив, що це була його стратегія, затягнути бій до пізніших раундів, коли Ковальов вже втомиться. Протягом бою Альварес викинув 73 точних удари з 251 завданих (29 %), а Ковальов 91 з 339 (27 %). Цей бій транслював HBO, а його подивилося 731,000 глядачів з піковою аудиторією в 813,000 глядачів.
Кеті Дува, промоутер Ковальова, сказала, що спортсмена забрали у лікарню на обстеження, а також те, що у контракті був прописаний пункт про матч-реванш. 25 серпня росіянин виявив бажання провести ще одну зустріч з Альваресом, і згідно з контрактом він має відбутися у лютому 2019 року. Оскільки телеканал HBO відмовився від трансляції боксерських поєдинків, промоутерам довелося шукати нового транслятора. 14 вересня боло оголошено, що матч-реванш покаже ESPN, а бій відбудеться 2 лютого 2019 року в Фриско, Техас.

### Альварес проти Ковальова II
Перед реваншем Альварес вважався фаворитом протистояння, але 2 лютого 2019 року Сергій Ковальов виглядав краще за Елейдера Альвареса і, здобувши перемогу одностайним рішенням суддів — двічі 116—112 і 120—108, повернув собі звання чемпіона.

### Альварес проти Сміта
22 серпня 2020 Елейдер Альварес провів відбірковий бій за версією WBO проти американця Джо Сміта. Колумбієць пасивно розпочав бій і в 5 раунді після влучання Сміта ледь не опинився в нокдауні. В 7 раунді вже Альварес потряс американця, але не пішов на добивання. В 9 раунді Сміт влучив прямим правим, додав лівою і Альварес ледь не вилетів за канати. TKO.